# Manuel Raventós
Manuel Raventós Doménech (San Sadurní de Noya, 8 de septiembre de 1862-Barcelona, 10 de enero de 1930) fue un político y empresario vitivinícola español, diputado en las Cortes de la Restauración.

## Biografía
Nació el 8 de septiembre de 1862 en San Sadurní de Noya, provincia de Barcelona. Tras la muerte de su padre Josep Raventós en 1885 se hizo con la propiedad de Codorníu, empresa productora de cava, consolidando el negocio familiar del vino espumoso, experimentando este una enorme expansión en el período 1893-1913.
Fue elegido diputado a Cortes por Valls en las elecciones de 1907, ejerciendo el cargo hasta 1910.
Desempeñó el cargo de presidente de la Federación Agrícola Catalana Balear en el período 1903-1904.
Falleció el 10 de enero de 1930 en Barcelona.